# 王汝玉
王汝玉（14世紀—1410年），名璲，以字行，號青城山人，直隸蘇州府長洲縣人，明朝政治人物。

## 生平
王汝玉年少強聞博知，從學於楊維楨。十七歲中浙江鄉試舉人。永樂年間，由應天府學訓導擢翰林五經博士，累官右春坊右贊善，預修《永樂大典》。永樂七年（1409年），因修《禮書》紊制度連坐，當戍邊。
皇太子朱高熾監國特赦，並任王汝玉為翰林典籍，再升左贊善。永樂八年（1410年），因解縉案連坐，羈押至死。洪熙元年（1425年），贈太子賓客，諡文靖。

## 著作
有《青城山人集》。